# MaxPlanckForschung
MaxPlanckForschung ist das Wissenschaftsmagazin der Max-Planck-Gesellschaft und berichtet über aktuelle Forschungsarbeiten an ihren Instituten. Es hat den Anspruch, wissenschaftliche Themen allgemeinverständlich aufzubereiten. Die Zielgruppe sind „interessierte Laien, […] Schüler, Lehrer und Journalisten“.
Das Magazin veröffentlicht Berichte aus den Rubriken: „Zur Sache“, „Physik & Astronomie“, „Biologie & Medizin“, „Material & Technik“, „Umwelt & Klima“ sowie „Kultur und Gesellschaft“. Daneben ist in jeder Ausgabe unter dem Titel „Fokus“ ein Themenschwerpunkt vorhanden.
Es erscheint alle drei Monate in deutscher und englischer Sprache (als MaxPlanckResearch) bei einer Auflage von 85.000 Exemplaren (Stand: Mitte 2013) in der deutschsprachigen und 10.000 Exemplaren der englischsprachigen Ausgabe. Das Abonnement ist kostenlos; ein Download der Magazine wird angeboten. Herausgeberin ist Christina Beck, die Redaktionsleitung liegt bei Peter Hergersberg und Mechthild Zimmermann. Druck und Vertrieb erfolgen durch die Vogel Druck- und Medienservice GmbH. Das erste Heft erschien im Jahr 1999. Vorläufer des Magazins war die Zeitschrift MPG-Spiegel, die von 1973 bis 1998 erschienen ist. Chefredakteur des "MPG-Spiegel" war  bis 1987 Robert Gerwin.

## Auszeichnungen
- 2012 gewann das Magazin im Wettbewerb Best of Corporate Publishing in der Kategorie „Non-Profit/Verbände/Institutionen“ die Silbermedaille.[4]
- 2010 erhielt das Magazin einen Award of Excellence beim ersten International Corporate Media Award.

## Sonstiges
2008 druckte das Magazin auf der Titelseite zum „Fokus China“ ein Bild mit altchinesischen Schriftzeichen. Obwohl das Bild bereits seit vielen Jahren von einer Bildagentur zur Verfügung gestellt und mehrfach von anderen Redaktionen genutzt wurde, fiel erst nach dem Druck auf, dass der Text sinngemäß lautete: „Wir haben es uns einiges kosten lassen und junge Mädchen aus Nordchina aufgetrieben“. Bei bereits gedruckten Exemplaren wurde das Titelblatt überklebt, so dass in der archivierten PDF-Fassung eine entschärfte Version zu finden ist.